# 陈玲 (射箭运动员)
陈玲（1987年6月16日—），江苏镇江人，中国女子射箭运动员，曾联同郭丹和张娟娟获得2008年夏季奥林匹克运动会女子射箭团体赛银牌。